# 홍화문
홍화문(弘化門)은 창경궁의 정문이다. 조선 시대 초기의 양식을 보이며, 안정되고 차분한 인상을 주는 조선 중기에 만들어진 대문이다. 대한민국의 보물 제384호로 지정되어 있다. 홍화(弘化)는 조화를 넓힌다는 뜻이다. 창경궁처럼 궁의 정문 역할을 했던 건축물은 경복궁의 광화문, 창덕궁의 돈화문, 덕수궁의 대한문이 있다. 맞은편에 경모궁이 있었으며 현재 서울대학교병원 자리이다.

## 역사

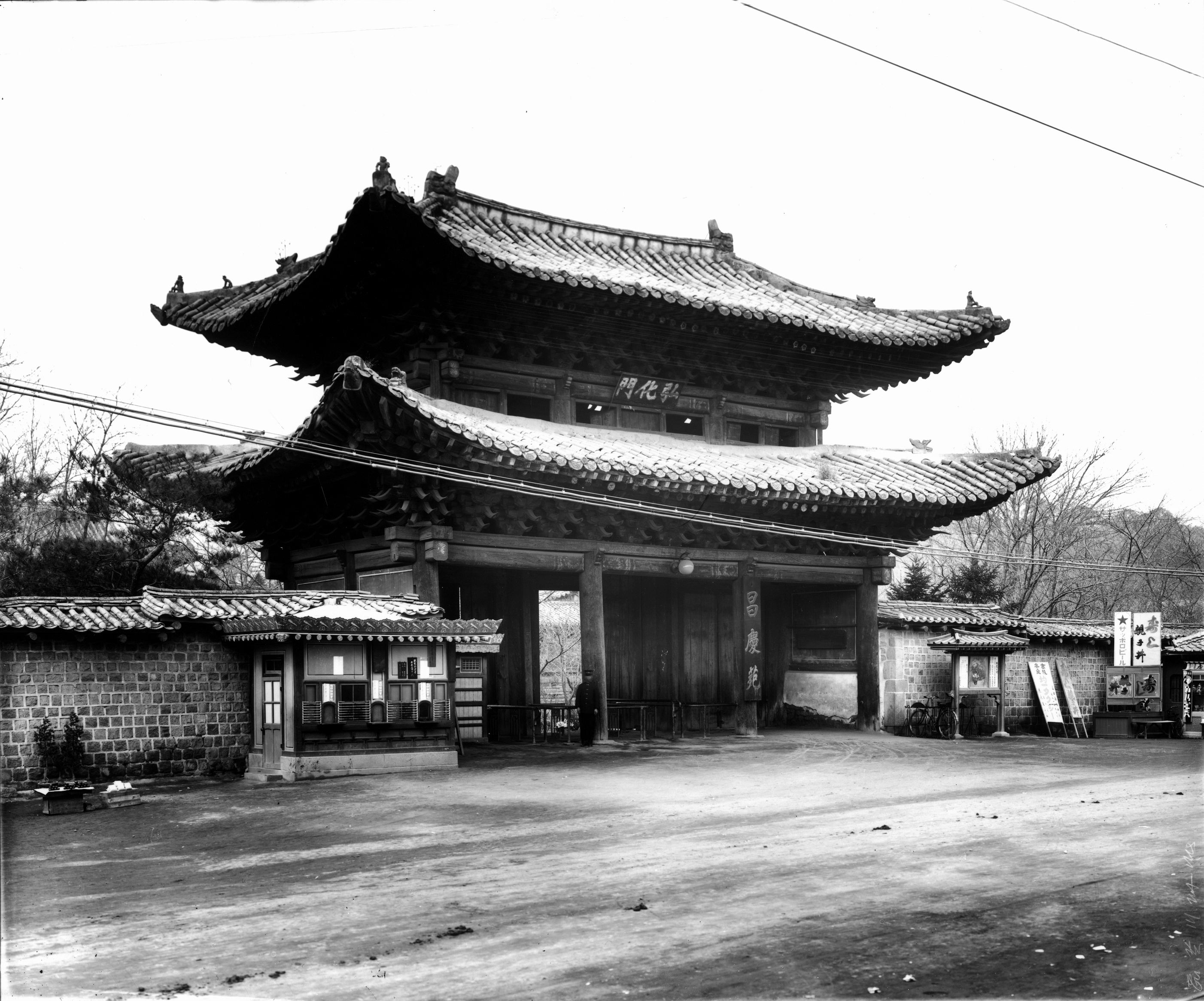
일제강점기의 홍화문. 1층 좌측에서 세번째 기둥에 창경원(昌慶苑)이라는 표지판이 붙어있다. 국립중앙박물관 제공.

1483년(성종 14년)에 창덕 궁 옆 옛 수강궁터에 창경궁을 지을 때 정문으로 창건되었다. 이름은 당시 의정부 좌찬성이던 서거정이 지었는데, 《서경》 〈주서(周書)〉의 "貳公弘化, 寅亮天地, 弼予一人", 즉 "공의 다음이 되어 조화를 넓혀[弘化] 천지를 공경하여 밝혀서 나 한사람을 보필한다"는 구절에서 따온 것이다.
약 100여년 뒤인 1592년 발발한 임진왜란으로 인해 소실되어 1616년(광해군 8년)에 다시 지었다. 이후에도 여러 차례 수리되었다.
일제강점기에는 창경궁의 다른 건물들이 철거되며 창경원으로 개조될 때 남아있어 창경원의 정문 노릇을 했다. 창경원이 이후 창경궁으로 복원된 뒤에 현재에 이르고 있다.

## 구조와 기능

### 구조
명정전이 동측을 바라보고 지어진 까닭에 그 정문인 홍화문도 동향으로 건설되었다. 정면 3칸, 측면 2칸의 중층(2층) 우진각지붕 건물이다. 공포는 내7포, 외5포이며, 상층과 하층의 공포는 모두 내3출목, 외2출목이다. 기둥 길이는 14척이다. 보 칸은 10척씩, 도리 칸은 3칸에 각 14척씩이다. 문 안에 금천교가 있고, 남쪽 모서리에 영군직소 20칸이 있었다. 남북으로 행각이 있는데, 남행각은 보 칸 2칸, 도리 칸 19칸 합이 38칸이다.
문 왼쪽인 서북쪽 모서리에 계단이 있어서 위층으로 오르내릴 수 있다. 위층 누간에 오르면 사면벽에 낸 판문을 통해 사방을 관망할 수 있다. 명정전의 공포형식과 유사하다는 점에서 명정전, 명정문과 함께 광해군 때 재건되었음을 알 수 있다.
지붕은 앞쪽에서 볼 때 사다리꼴을 한 우진각지붕으로, 지붕 처마를 받치기 위해 장식하여 만든 공포는 기둥 위뿐만 아니라 기둥 사이에도 있는 다포 양식으로 꾸몄다. 아래층은 기둥 사이마다 2짝씩 문짝을 달아 사람이 드나들게 하였으며 위층은 마루를 깔고 앞뒤 벽면에 조그만 널문들을 달아 여닫을 수 있게 만들었다. 지붕 꼭대기 양끝의 조각과 부드럽게 굽어 내린 내림마루 부분의 조각상이 건물의 위엄을 한층 더 돋운다.
창경궁·창덕궁 등의 건물과 함께 17세기 초반 목조건축의 연구자료로서 중요한 가치를 지닌 것으로 평가된다.

### 기능
홍화문은 조선 후기에 상장례를 위한 문으로 많이 사용되었는데, 중종 때부터 이러한 용법이 기록되어 있다. 창경궁은 1515년(중종 10년)부터 장경왕후의 혼전을 조성할 때부터 상장례 기사에 자주 등장하기 시작한다. 1530년에는 반우(返虞)를 위한 문으로 사용되었다. 이 때 정현왕후의 혼전은 문정전에 설치되었다.
1659년에는 효종을 영릉에 장사지내고 돌아와 봉안할 때 역시 홍화문을 거쳤다. 1720년에는 숙종의 반우행렬도 홍화문을 지났다.

## 홍화문 권역

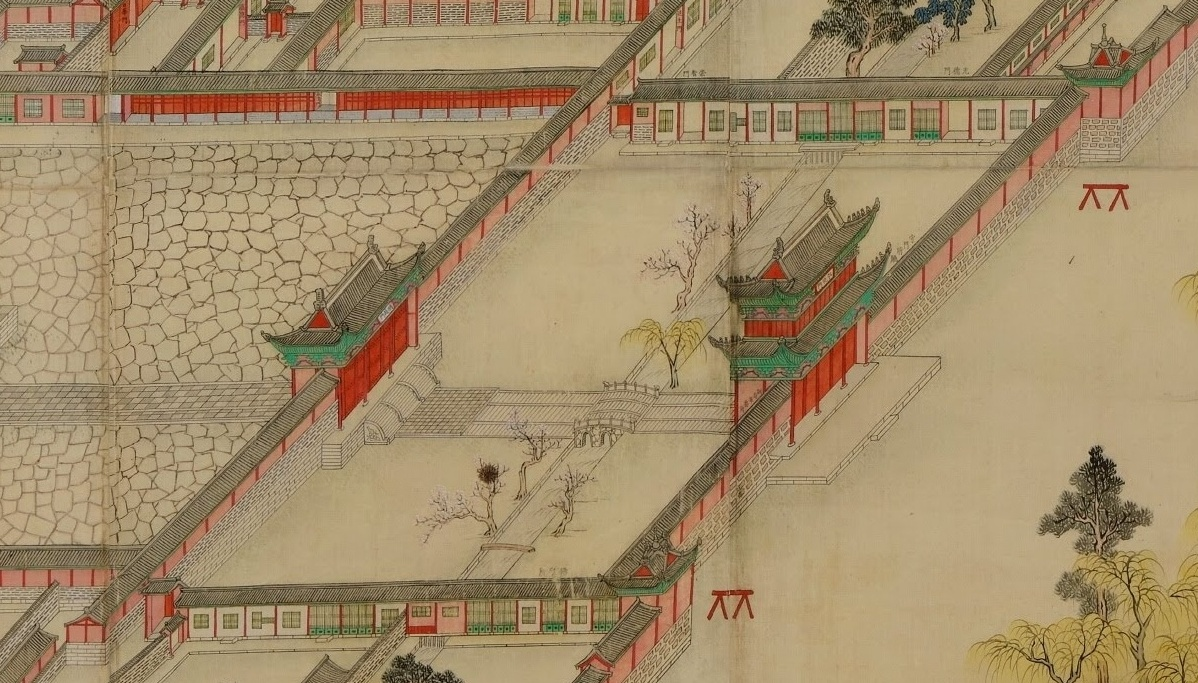
동궐도에 묘사된 홍화문 권역. 명정문-옥천교-홍화문의 순서로 배치되어 있다.

홍화문의 좌측에는 수문장청이, 우측에는 훈군군번소가 있었다. 홍화문과 명정문 사이에는 금천이 흐르는데, 그 위에 창경궁 옥천교가 놓여 있다. 옥천교의 이름 역시 서거정이 지은 것이다. 홍화문의 좌우로 놓여 있는 외행각 중 북측 변에 놓여있는 행각에는 금천을 기준으로 서측에는 숭지문(崇智門)이, 동측에는 광덕문(光德門)이 놓여 있다. 홍화문으로 들어가 옥천교를 건너 명정문을 지나면 명정전으로 바로 이어진다.

### 행각
행각은 복랑(復廊)으로 구성되어 있고, 초익공계 양식으로 지었다. 문보다 키가 낮아 기단을 네 벌대 장대석으로 쌓았다.

### 옥천교
옥천교는 창경궁의 금천을 건너는 다리로, 명정문과 홍화문 사이의 길을 이어주는 역할을 한다. 대한민국의 보물로 등재되어 있다.

### 십자각
홍화문 행각에는 다른 궁들과는 달리 십자각이 존재한다. 그중 남쪽에 있는 것을 남십자각이라 하고, 북쪽에 있는 것을 북십자각이라 한다. 중앙 기둥 한 개와 평기둥 8개 총 9개의 기둥으로 받친다.

### 어구
금천이 흐르는 길을 어구(御構)라 한다. 어구의 폭은 대략 4.5 m로, 동측에 2단, 서측에 4단의 석축을 쌓았다.

### 어도
홍화문에서 명정전으로 향하는 왕의 길인 어도(御道)는 총 82.97 m로, 홍화문에서 옥천교까지 12.27 m, 옥천교에서 명정문까지 21 m, 나머지는 명정전까지의 길이이다. 경계석을 통해 양측의 내로(來路)와 가운데의 주로(主路)로 구분하였다.

## 같이 보기
- 창경궁
- 명정전
- 광화문
- 돈화문
- 흥화문
- 대한문

## 참고 자료
이 문서에는 국립중앙박물관에서 공공누리 제1유형으로 배포된 자료를 바탕으로 한 내용이 포함되어 있습니다. 